# Finnoise
La finnoise est une race ovine très ancienne originaire de Finlande. C'est une brebis à la peau blanche et la toison blanche et aux muqueuses rosées, qui ne porte pas de cornes. Elle a été introduite en France au cours des années 1960 pour servir de race amélioratrice de la prolificité, et s'est aussi développée en Amérique du Nord et en Australie. En croisement avec des races bouchères, on obtient en F1 des mères qui donnent et nourrissent deux agneaux en moyenne, qui sont ensuite mises à la reproduction avec des races bouchères pour obtenir des agneaux de boucherie. On compte en France environ 500 brebis, dont presque 250 inscrites au contrôle de performance.

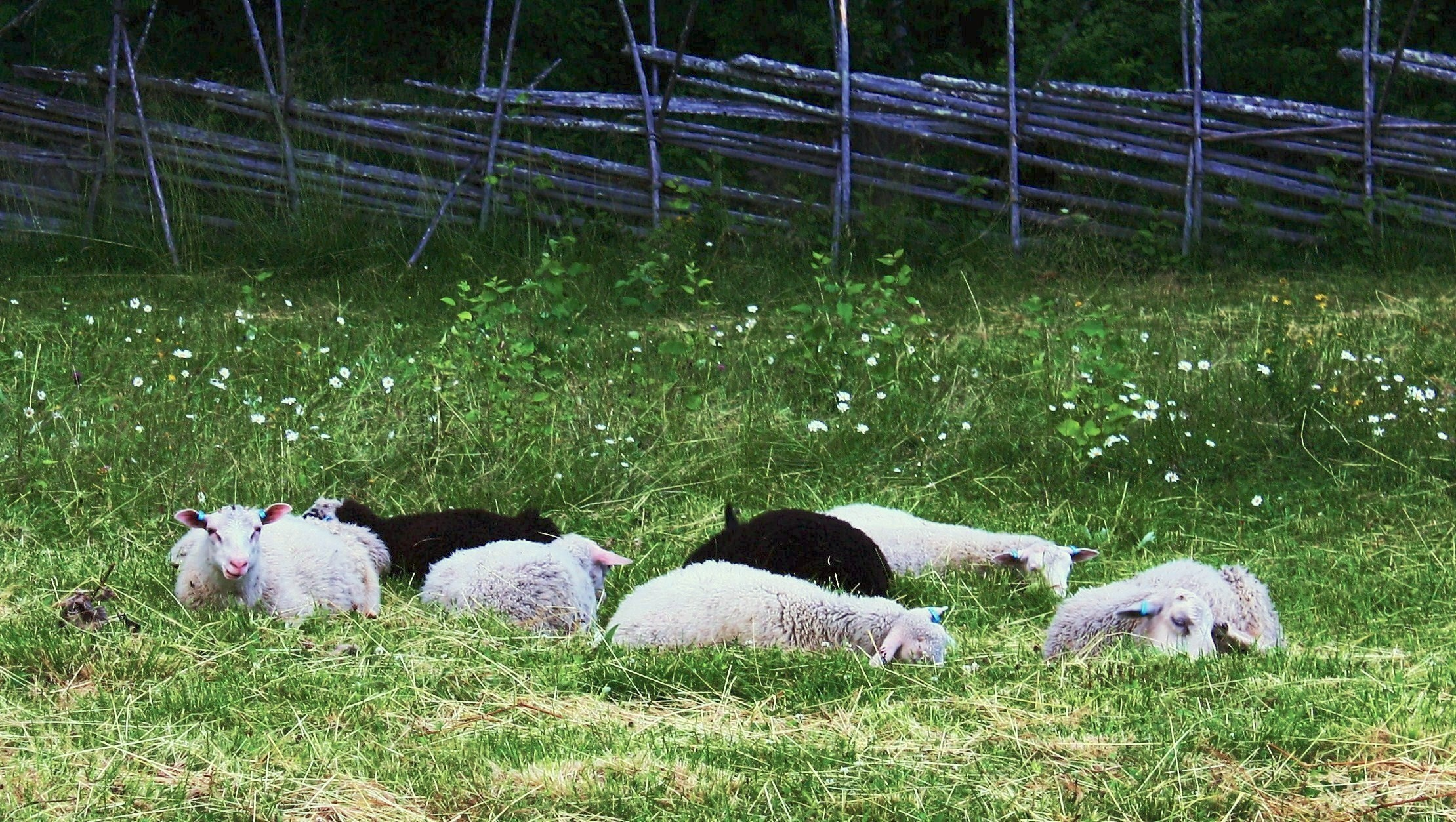
Réserve Naturelle Telkkämäki, Kaavi, Finlande

## Origine
La finnoise est une très ancienne race finlandaise, qui appartient à un groupe dit « d'Europe du Nord et à queue courte », un groupe qui se caractérise par son type morphologique (petite taille, queue courte, toison ouverte, conformation bouchère médiocre) et par ses aptitudes (forte rusticité, forte prolificité, très agiles et mobiles). Ce groupe inclut aussi de nombreuses autres races scandinaves et des îles britanniques.
Elle est arrivée en France à partir de 1966, à un moment où les éleveurs français cherchent à améliorer la prolificité de leurs animaux pour avoir des élevages plus productifs. Au même moment, les Canadiens s'intéressaient également à la race et l'université du Manitoba importent les premières brebis finnoises en Amérique du Nord la même année. 

## Description

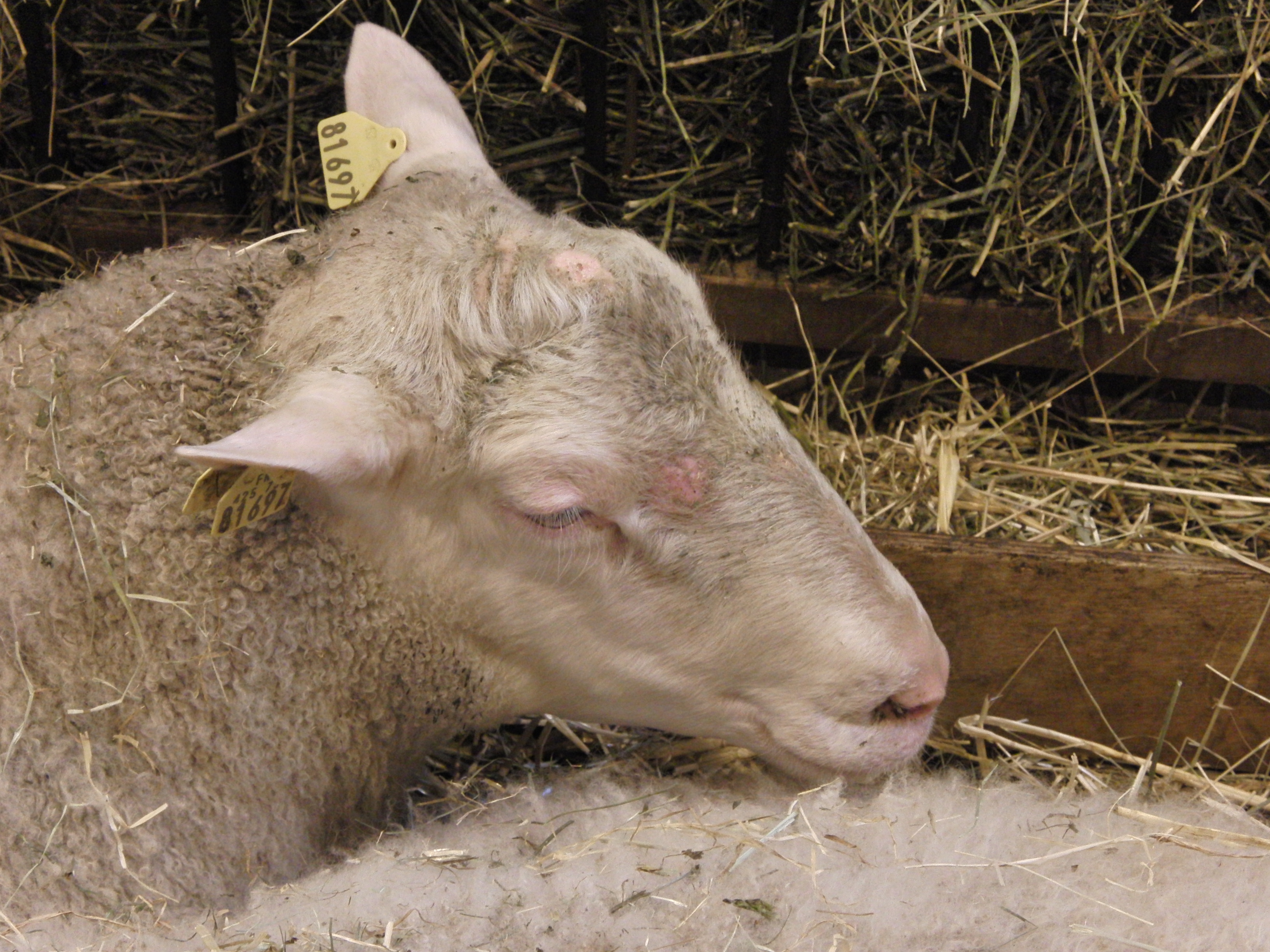
Tête d'une brebis finnoise.

La finnoise a une tête blanche, avec des muqueuses rosées. Elle n'est pas recouverte de laine, la toison s'arrêtant à la nuque et derrière les oreilles. Ces dernières sont de taille moyenne, bien mobiles et pointues. Ses pattes sont blanches, et non recouverte de laine. La toison est généralement blanche, bien que d'autres colorations soient visibles comme le marron ou le noir. La queue est courte et mesure moins de 15 cm. C'est une race de taille moyenne, la femelle pesant 60 à 70 kg et le bélier 80 à 90 kg.

## Aptitudes
La première qualité de la finnoise est sa prolificité record, qui est une des plus élevés de toutes les races de brebis avec la romanov. Elle atteint facilement 280 % en lutte de printemps et 300 % en lutte d'automne. Au-delà de se prolificité, elle est intéressante pour l'ensemble de ces qualités maternelles, puisqu'elle est bien fertile, a suffisamment de lait pour élever des portées importantes et a un instinct maternel bien développé. Elle possède une saison de reproduction assez longue, et est relativement précoce, pouvant agneler à partir d'un an. Ses agneaux sont vigoureux à la naissance. Lorsqu'on l'utilise en croisement, elle transmet ces qualités à ses produits, et les brebis F1 obtenues ont une prolificité d'environ 200 à 220 % généralement. 

## Élevage

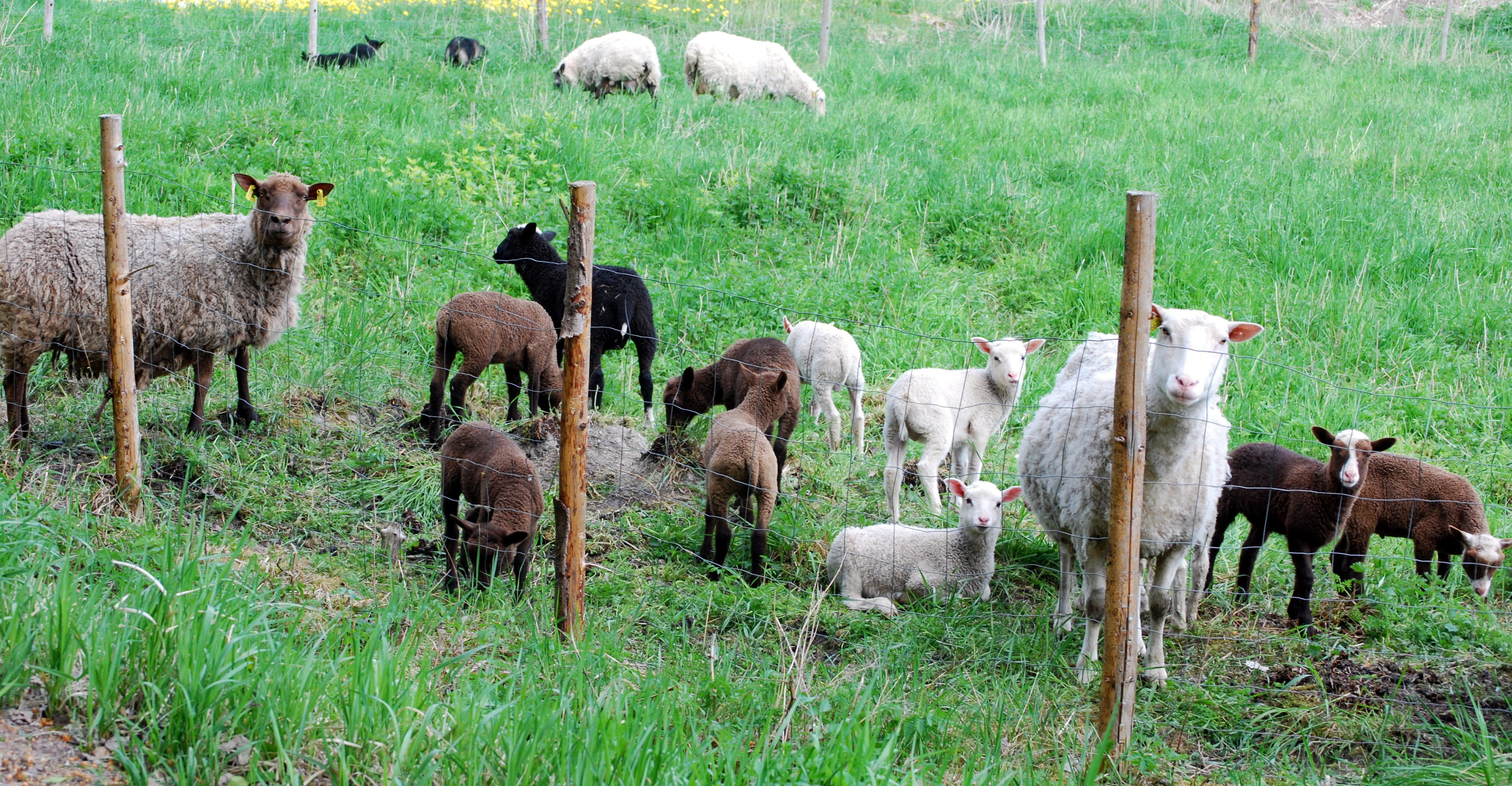
Brebis et agneaux de race Finnoise.

La finnoise est principalement utilisée en France dans un système de croisements à double étage, où elle apporte sa prolificité. Un premier croisement est opéré entre la finnoise et la race locale, qui permet d'obtenir des brebis F1 qui vont avoir une prolificité fortement améliorée, et qui atteint généralement 200 à 225 %. Ces brebis sont ensuite croisées avec des races bouchères pour obtenir des agneaux de boucherie. Du fait du faible poids de la finnoise et de sa mauvaise conformation, les agneaux F2 produits sont légers : entre 17 et 19 kg de carcasse, et celles-ci sont majoritairement classés « R » sur la grille EUROP.

## Sélection
En France, le schéma de sélection de la race est géré par l'UPRA Finnois-Romanov, qui gère conjointement les races romanov et finnoise, celles-ci présentant les mêmes caractéristiques : races très prolifiques destinées à entrer dans un système de croisements à double étage. Le schéma de sélection vise principalement à améliorer la valeur laitière et du gabarit, et à maintenir la prolificité, et s'appuie pour cela sur un effectif de 250 brebis soumises au contrôle de performances. Il dispose d'une station d'élevage à Montmorillon dans la Vienne. Des jeunes béliers choisis sur leur ascendance et nés en septembre y sont rassemblés chaque année afin que l'on contrôle leurs performances. Les meilleurs sont ensuite destinés à être utilisés en insémination artificielle pour que leur semence soit diffusée à plus grande échelle. Le schéma de sélection de la race et la commercialisation et la diffusion des reproducteurs est gérée par la coopérative GEODE (Génétique Ovine et Développement) localisée à Montmorillon.

## Diffusion
Originaire de Finlande, la finnoise a été beaucoup exportée, notamment en Europe occidentale, en Amérique du Nord et en Australie. Les effectifs dans ces pays restent restreints, même si on trouve par contre un nombre plus importants de brebis croisés F1. En Australie notamment on trouve de très importants effectifs de brebis croisées finnoises-mérinos, mais aussi des produits de croisements avec des animaux dorset et texels.